# Szczerzec (rejon jaworowski)
Szczerzec (ukr. Щирець) – dawna wieś na Ukrainie, obecnie na terenie rejonu jaworowskiego w obwodzie lwowskim. Leżała w połowie drogi pomiędzy Niemirowem (na zachód) a Magierowem.
W II Rzeczypospolitej do 1934 samodzielna gmina jednostkowa. Następnie wieś należała do zbiorowej wiejskiej gminy Wróblaczyn w powiecie rawskim w woj. lwowskim. 
27 kwietnia 1944 r. nacjonaliści ukraińscy z OUN-UPA dokonali napadu na wieś, mordując 70 Polaków i paląc większość gospodarstw.
Gmina została zlikwidowana w 1940 w związku z utworzeniem Jaworowskiego Poligonu Wojskowego. Po wojnie wieś weszła w struktury administracyjne Związku Radzieckiego.